# Pseudophryne guentheri
Espèce
Synonymes
- Pseudophryne brooksi Loveridge, 1933

Statut de conservation UICN

 LC  : Préoccupation mineure
Pseudophryne guentheri est une espèce d'amphibiens de la famille des Myobatrachidae.

## Répartition
Cette espèce est endémique du Sud-Ouest de l'Australie-Occidentale. Elle se rencontre jusqu'à 600 m d'altitude,.

## Étymologie
Son nom d'espèce lui a été donné en référence à Albert Charles Lewis Günther, herpétologiste et ichtyologiste britannique d'origine allemande.

## Publication originale
- Boulenger, 1882 : Catalogue of the Batrachia Salientia s. Ecaudata in the collection of the British Museum, ed. 2, p. 1-503 (texte intégral).